# Протестантизм в Саудовской Аравии
Протестантизм в Саудовской Аравии — одно из направлений христианства в стране. По данным исследовательского центра Pew Research Center в 2010 году в Саудовской Аравии проживало 100 тысяч протестантов, которые составляли 0,4 % населения этой страны.
Подавляющее большинство протестантов Саудовской Аравии — это живущие в стране иностранцы. (Официально, гражданин Саудовской Аравии обязан исповедовать ислам). По этнической принадлежности более половины саудовских протестантов — филиппинцы. Протестантами являются значительная часть американцев, англичан и корейцев (более 10 тыс. верующих каждая община). Протестантами является незначительная часть индонезийцев, китайцев, тамилов и египтян. Протестанты имеются и среди арабов, в первую очередь это арабы Ливана, Судана, Палестины и Сирии. В последнее время растёт число протестантов среди выходцев из Индии, Эфиопии и Эритреи.
Предполагается, что в Саудовской Аравии существуют и общины протестантов-криптохристиан, скрывающих свою веру. Часть саудовских протестантов является так называемыми «изолированными радиоверующими», поддерживающими свою веру лишь благодаря радиопередачам.

## Исторический обзор

Протестантский миссионер Сэмюэль Цвемер, «апостол мусульман»

По преданию, первым христианским проповедником в Саудовской Аравии был Варфоломей, один из 12 апостолов Христа. В течение последующих столетий на полуострове появились христианские церкви разных традиций. Христианство было полностью уничтожено в Аравии в VII веке, в ходе создания Арабского халифата.
Первые миссионерские усилия протестантов в Саудовской Аравии связывают с именем Сэмюэля Цвемера (1867—1952), американского реформатского миссионера, прозванного «апостолом мусульман». В 1890 году, представляя созданную им Американскую арабскую миссию, Цвемер прибыл в Бахрейн. В течение последующих 15 лет Цвемер путешествовал по Аравийскому полуострову и пытался распространить христианство.
В начале XX века в Дахране появились две протестантские церкви; одна из них была связана с «христианскими братьями», другая — с Церковью Христа. Служение этих общин было ограничено живущими в городе иностранцами.
По данным «Всемирной христианской энциклопедии» в 1970 году в Саудовской Аравии проживало 2 тыс. англикан и 18 тыс. других протестантов. С ростом числа иностранных рабочих в стране стали возникать подпольные независимые общины евангельских христиан. По вероучению и практике большинство из них близки к пятидесятникам.

## Современное состояние
Правительство Саудовской Аравии запрещает открытую общественную практику любой немусульманской религии, включая протестантизм. Мечети являются единственными религиозными центрами в стране, а строительство церквей не допускается. Официально, правительство признаёт право немусульман на личное религиозное поклонение в частных домах. Однако, различие между общественным и частным поклонением чётко не определены. Такое отсутствие ясности, а также случаи произвольного правоприменения со стороны властей, заставляет большинство протестантов проводить религиозные собрания тайно, избегая обнаружения со стороны властей.
В силу подпольного положения протестантов, достоверных данных об их служении в стране почти нет. Тем не менее, издание «Операция мир» содержит информацию об одной англиканской и 128 протестантских общинах в стране в 2000 году.
По оценкам, до 100 тыс. жителей Саудовской Аравии являются протестантами (2010 год). Из них, 88,6 тыс. человек принадлежат к различным евангельским церквам. Крупнейшую конфессиональную группу представляют пятидесятники и неопятидесятники (83 тыс.), в первую очередь это выходцы из Филиппин, Индии, Южной Кореи, Эфиопии и Эритреи. Численность англикан оценивается в 2 тыс. человек, большинство из них — британцы. Среди корейцев и американцев имеются пресвитериане.
Проповедь любой религии, кроме ислама, запрещена; переход мусульманина в христианство карается вплоть до смертной казни. Тем не менее, протестанты распространяют своё учение из-за рубежа через спутниковое телевидение, христианское радио и интернет-служение. Также существуют отдельные протестантские программы для выходцев из Саудовской Аравии в Лондоне и Париже.